# Alajos Kenyéry
Alajos László József Kenyéry (* 13. Mai 1894 in Budapest, Königreich Ungarn; † 7. November 1955 in Mailand, Italien) war ein ungarischer Schwimmer.

## Karriere
Kenyéry begann seine Schwimmkarriere im Alter von 13 Jahren. Im April 1912 brach er den Weltrekord über 400 m Freistil als er die vorherige Bestzeit um 6,8 s unterbot. Einige Monate später nahm er an den Olympischen Spielen in Stockholm teil. Hier scheiterte er im Wettbewerb über 100 m Freistil im Vorlauf, über 400 m Freistil erreichte er das Halbfinale. Mit der ungarischen Staffel über 4 × 200 m Freistil qualifizierte er sich zunächst mit der drittschnellsten Zeit für das Finale, trat dort aber nicht an. Für die Individualdisziplin 1500 m Freistil war der Schwimmer ebenfalls gemeldet, trat aber wie bereits mit der Staffel nicht an. Im selben Jahr gründete sein Verein Műegyetemi AFC gemeinsam mit der Mutter des Sportlers die nach ihm benannte Kronberg Trophy. Diese gewann er mehrmals, ehe der Erste Weltkrieg seine Sportkarriere unterbrach. Anfang der 1920er Jahre kehrte er zum Schwimmsport zurück. So konnte er fünf ungarische Meistertitel erringen und im Jahr 1922 die nationalen Rekorde über 50 m und 100 m Freistil brechen. Nach Ende seiner sportlichen Karriere arbeitete er als Versicherungssekretär und betätigte sich im Vorstand des ungarischen Schwimmverbandes.